# كاردينيادايجو
بلدية كاردينيادايجو (بالإسبانية: Cardeñadijo)‏, هي إحدى بلديات مقاطعة برغش, التي تقع في منطقة قشتالة وليون, والتي تقع في شمال غرب إسبانيا.
يبلغ عدد سكانها 616 نسمة وفقاً لإحصائية سنة (2002).